# 田中寛人
田中 寛人（たなか ひろと、1979年5月30日 - ）は、NHKのアナウンサー。

## 人物
長野県埴科郡坂城町出身。長野県上田染谷丘高等学校を経て、立教大学法学部を卒業後、2004年に入局。
NHK入局後、初任地は熊本放送局。その後和歌山放送局、松山放送局、東京アナウンス室、長野放送局で勤務し、2024年4月から再び松山放送局で勤務。
趣味はスマホでの写真撮影。

## 現在の担当番組
- 四国らしんばん（キャスター：2024年4月5日 - ）
- 愛媛県・四国地方のニュース
- ひめポン!845
- ひめポン!645
- ひめポン!（松田利仁亜のキャスター代行）
- 緊急報道（松山放送局発）

## 過去の担当番組

### 入局前
- きょうの料理

### 熊本放送局時代（2004年度 - 2007年度）
- 熊本県のニュース・中継・リポート
- 民謡をたずねて
  - 『熊本県・美里町（1-3）』（2005年8月7日、21日、28日）
  - 『熊本県・城南町（1-3）』（2007年10月27日、11月3日、11月10日）
  - 『熊本県・植木町（1-3）』（2008年4月19日、4月26日、5月3日）

### 和歌山放送局時代（2008年度 - 2011年度）
- わかやまNEWSウェーブ（キャスター）
- あすのWA!（中継リポーター）
- わかやま845（不定期）
- 和歌山県のニュース・中継・リポート
- 2011年3月の東北地方太平洋沖地震・東日本大震災・福島第一原子力発電所事故では、福島放送局に応援で派遣され、災害情報を中心にローカルニュースを担当した。
- 上方演芸会（司会）
- 生活ほっとモーニング『発見！とっておきの旅 菊川怜さんと行く世界遺産高野山』（2009年3月16日）
- 生中継ふるさと一番!
  - 『動け！ロボット青春の夢をのせて〜和歌山県御坊市〜』（2009年10月12日）
  - 『炎の芸術品備長炭〜和歌山県みなべ町〜』（2009年10月13日）
- 動く!防災スタジアム-ふるさとから、あなたへ-
  - 『大阪VS和歌山』（2009年11月4日）
  - 『兵庫VS和歌山』（2010年6月10日）
- 産地発!たべもの一直線『和歌山　紀の川市発　桃』（2010年7月25日）
- あさイチ『JAPAなび ふしぎいっぱい!天空の町・高野山』（2011年2月17日）
- かんさい特集 ふるさと歴史ウオーク『紀州徳川家ゆかりの地を歩く〜和歌山市　和歌浦』（2011年8月5日）
- ひるブラ
  - 『果物と野菜の楽園めっけもんを探せ!〜和歌山県紀の川市〜』（2011年11月30日）
  - 『お坊さんがおもてなし!?美食と癒やしの高野山〜和歌山県高野町』（2011年12月1日）
  - 『ひるブラ特選　元気になる!癒やしのスポット』（2012年3月29日）
- 高専ロボコン2011近畿地区大会（2011年12月8日）
- あさイチ『JAPAなび○珍サンパラダイス　和歌山・南紀白浜』（2012年3月15日）
- うまいッ!『甘くてトロトロ!?完熟うめ〜和歌山・みなべ町〜』（2012年7月15日）

### 松山放送局時代（1度目）（2012年度 - 2015年度）
- おはよう四国[注釈 3]（キャスター）
- つぶや句575（パーソナリティー）
- えひめ845（不定期）
- ニュースウオッチ9（リポーター代行）
- 愛媛県・四国地方のニュース・中継・リポート
- 歌の散歩道（2013年2月25日、26日、3月1日）
- ひるブラ
  - 『幸が集まる　春野菜の駅〜愛媛県内子町〜』（2013年5月8日）
  - 『ひるブラ特選・南国・味覚の楽園』（2013年7月23日）
  - 『暮らし潤う水の都〜愛媛・西条市（さいじょうし）〜』（2014年9月8日）
  - 『鵜飼いの川で秋を感じて〜愛媛・大洲市（おおずし）〜』（2014年9月9日）
  - 『驚きいっぱい!庄屋屋敷〜愛媛・西予市（せいよし）〜』（2014年9月10日)
- NHKジャーナル（2013年7月2日）
- ろーかる直送便しこく8『四国なぞ解き行脚　冬編』（2014年4月17日）
- うまいッ!『強いうまみに築地も注目養殖マダイ〜愛媛・宇和島市〜』（2014年5月4日）
- あさイチ
  - 『JAPAなび　愛媛・宇和島』（2014年6月12日）
  - 『まさか!うちの子が犯罪?』（2014年11月12日）
  - 『JAPAなび　マッサンの大阪〜住吉&山崎〜』（2014年11月13日）
- しこく8『学生俳句チャンピオン決定戦!〜2014俳句戦国時代〜』（2015年2月25日）
- ごきげん歌に乾杯!『愛媛県宇和島市前半』（2015年7月29日）

### 東京アナウンス室時代（2016年度 - 2017年度）
- 週刊ニュース深読み（リポーター：2016年4月9日 - 2018年3月17日）
- 熊本県のニュース（熊本地震発生による熊本放送局への応援派遣）
- ラジオニュース（随時：2016年5月1日 - 2018年2月2日）
- ニュース・気象情報（随時：2016年7月23日 - 2018年3月15日）
- 首都圏ニュース（不定期）
- ニュース645（不定期）
- Nスペ5min. 未解決事件 File. 05 ロッキード事件 第1部 第2部（ナレーション：2016年7月23日）
- 第83回NHK全国学校音楽コンクール（司会・2016年）
- 食卓へのおくりもの〜第46回日本農業賞〜（ナレーションの一部：2017年3月25日）
- プレマップ （ナレーション・不定期）
- 地球リアル  ドバイの倉庫から“今”が見える〜世界最大の人道支援基地〜（ナレーション：2017年6月29日）
- ワイルドライフスペシャル BIG PACIFIC - 環太平洋の海 -（サブナレーション：2017年10月9日）
- TVシンポジウム 病院を撃つな! 〜銃火にさらされる医療支援〜（ナレーション：2017年12月2日）
- スーパープレミアム最高の牛肉!頂上決戦（ナレーションの一部・2017年12月23日）
- ワイルドライフ (ドキュメンタリー番組)フィリピンのサンゴ礁　海の“天の川”神秘の発光魚を追う!（ナレーション：2018年2月19日）
- BS1スペシャルジェラート頂上決戦〜チームJAPAN 世界に挑む〜（ナレーション：2018年3月4日）
- いつか来る日のために　証言記録スペシャル　震災7年　気仙沼の“あの人”は今（ナレーション：2018年3月10日）

### 長野放送局時代（2018年度 - 2023年度）
- イブニング信州（キャスター：2018年4月2日 - 2022年4月1日）（2021年4月5日からは川口由梨香との隔週担当。）
  - 2022年度から2023年度まで、川口由梨香（2022年度）、柴田拓と米澤太郎（2023年度）のキャスター代行（不定期）
- ゆる信ワイド（キャスター：2021年4月9日 - 2024年3月）
- どどどど!信州イチオシ（MC[注釈 4]：2022年4月16日 - 2023年3月）
- 信州845（不定期）
- 信州645（不定期）
- おはよう長野（不定期）
- 長野県のニュース・中継・リポート
- 首都圏ネットワーク（2022年10月3日 - 7日：原大策の代理フィールドキャスター）
- Nらじ19時台（2023年8月28日 - 9月1日[注釈 5]）